# Kazumi Kishi
Kazumi Kishi (jap. 岸 一美, Kishi Kazumi; * 25. November 1975) ist eine ehemalige japanische Fußballspielerin.

## Karriere

### Verein
Sie begann ihre Karriere bei Urawa Reinas FC.

### Nationalmannschaft
Im Jahr 1998 debütierte Kishi für die japanischen Nationalmannschaft. Sie wurde in den Kader der Asienspiele 1998 berufen. Insgesamt bestritt sie neun Länderspiele für Japan.